# Aqueduc de Picardie
L'aqueduc de Picardie est un aqueduc souterrain, aujourd'hui hors service, qui servait à alimenter en eau le parc du château de Versailles. D'une longueur de 6300 mètres, pour une pente de 10 mètres, il partait du réservoir des Deux portes, à Marly-le-Roi (alimenté par l'aqueduc de Louveciennes) jusqu'au réservoir de Picardie situé sur une hauteur de Versailles dite « butte » ou « montagne de Picardie » et qui donna son nom à l'aqueduc. Celui-ci est quelquefois appelé dans des textes anciens « aqueduc de Marly », pouvant créer la confusion avec l'aqueduc de Louveciennes qui prend aussi souvent ce nom.
Il est mis en service en 1685, il arrive alors au regard de Picardie et via un autre aqueduc (le « mur de Montreuil »), l'eau est alors acheminée jusqu'au réservoir de Montbauron sur une hauteur voisine. Cet aqueduc de Montreuil porte le nom du village de Montreuil situé entre les deux hauteurs. Le mur est long de plus de 1000 mètres et d'une hauteur maximale de 23 mètres. Il est percé de nombreuses baies en plein cintre pour laisser le passage de plusieurs chemins. Il sera remplacé en 1735 par un siphon en fonte et à partir de 1784, l'eau de l'aqueduc de Picardie se déverse dans le bassin de Picardie nouvellement creusé et destiné à l'alimentation en « eau bonne à boire  » de la population versaillaise. À cette époque, l'aqueduc de Picardie est reconstruit afin de l'agrandir et de permettre le passage des ouvriers chargés de son entretien. Des filtres sont installés en sortie du regard dans un pavillon dit « pavillon épuratoire » qui deviendra cinq ans plus tard le pavillon des Filtres. Il restera avec le bassin de Picardie en service jusqu'en 1964.